# 超声检测
超声检测（Ultrasonic testing，简称UT）也称超声波检测、超声波探伤，是一种利用超声波在材料中传播和反射的原理，以探测构件内部缺陷的大小、性质、位置以及材质某些物理性能的一种方法，属于无损检测的一种。

## 历史
1929年苏联物理学家谢尔盖·雅科夫列维奇·索科洛夫首先提出了用超声波穿透法来寻找金属中隐藏的不连续性的方法并在石英压电方面进行了大量的研究工作，发明了基于压电效应的成像管。1931年德国的Mühlhauser发明了超声无损检测领域的第一个专利,提出了基于超声连续波的不连续性检测方法。1940年，美国密歇根大学的弗洛伊德·费尔斯通发明了超声检测的实用技术并申请了专利，从此超声检测开始广泛应用。

## 应用
超声检测广泛应用于金属材料焊缝、承压设备的无损检测，具有穿透能力强，定位准确，成本低，速度快等优点。